# 集魚板
集魚板（しゅうぎょばん）は、魚釣りに用いる漁具の一種。一般的には2cm〜3cmのステンレス板できたもので、海中で光を反射させることで集魚効果を上げる漁具。カワハギ釣り、ワカサギ釣りなどで使用される。

## 材質
素材はステンレス、アルミなど海水使用に耐える耐蝕素材が多い。
光の反射を目立たせるためにホログラム加工を施した物などもある。また、日本古来の漁法を生かしアワビの貝殻の内側、光沢がある部分を貼り付けた物や、アワビの貝殻そのものを加工した物などもある。

## 形状
長方形で角にアールを付けたものが主流。魚の形を模したものもあり、ワカサギ釣り用は基本的にワカサギを模した物を使用する。カワハギ釣り用に関しては様々なものがあり、二枚をヨリモドシで連結した物が多い。その他三枚連結、ビーズを付けた物など多様な種類が存在する。

## 効果
主に警戒心のない魚に効果がある。集魚以外にもオモリとしての効果もあり、中オモリとして使用されることが多い。オモリを意識した号数を表記した商品もある。